# Szintfelület
A szintfelület geodéziai, fizikai fogalom. Szintfelület a nyugalomban levő folyadék felszíne, amelyre a nehézségi erőn kívül más erő nem hat. A nehézségi erő iránya minden pontjában merőleges a szintfelületre. A szintfelületet érintő sík az érintési pont vízszintes síkja; ezt használják ki a szintezési műveletek elvégzése során, vízmértékekben, libellákban, szintezőműszerekben a vízszintes sík meghatározásához.